# Lawrence (Kansas)
Pour les articles homonymes, voir Lawrence.
Lawrence est une ville du Kansas aux États-Unis d'Amérique, siège du comté de Douglas, à 40 km à l'ouest de Kansas City. Elle est traversée par la rivière Kaw. Sa population est de 87 643 habitants (2010). Elle héberge l'université du Kansas et l'université Haskell des Nations indiennes.

## Histoire
Le 21 mai 1856 a lieu le Saccage de Lawrence : une bande armée constituée de 800 miliciens venus du Missouri, appelés Border Ruffians et menés par le shérif Samuel J. Jones (1820-1880) et le sénateur du Missouri David Rice Atchison, détruisent les deux journaux abolitionnistes de la ville de Lawrence, le Kansas Free State et le Herald of Freedom.
Le 21 août 1863 a lieu le massacre de Lawrence qui fut un épisode sanglant de la guerre de Sécession. Les guérilleros de William Quantrill, venus du Missouri multiplient les exactions au Kansas et, avec entre 300 et 450 hommes, attaquent la ville au petit matin ; ils tuent plus de 180 hommes et garçons, incendient le quart de la ville, soit 185 bâtiments brûlés, et la plupart des magasins et des banques sont pillés.

## Géographie
- Villes proches : Kansas City (40 km à l'est), Topeka (30 km à l'ouest)

## Démographie
- Densité de population : 1 100,2 hab./km2
- Nombre de foyers : 31 388
- Nombre de familles : 15 725
- Revenu per capita : 19 378 dollars
- Taux de pauvreté : 18,9 % de la population, 10,6 % des moins de 18 ans et 7,6 % des plus de 64 ans

| Groupe            | Lawrence | Kansas | États-Unis |
| ----------------- | -------- | ------ | ---------- |
| Blancs            | 75,3     | 75,6   | 61,6       |
| Noirs             | 5,3      | 5,7    | 12,4       |
| Amérindiens       | 2,9      | 1,2    | 1,3        |
| Asiatiques        | 4,8      | 2,9    | 6,0        |
| Autres            | 2,4      | 4,9    | 8,4        |
| Métis             | 9,3      | 9,5    | 10,2       |
| Total             | 100      | 100    | 100        |
|                   |          |        |            |
| Latino-Américains | 7,7      | 13,0   | 18,7       |

## Personnalités

### Naissance
- Yda Hillis Addis, écrivaine
- Danny Carey, batteur du groupe Tool
- Cynthia Erland, actrice
- Erin Brockovich, lanceuse d'alerte et militante environnementale

### Décès
- Wealthy Babcock, mathématicienne
- James E. Gunn, auteur

## Jumelage
- Eutin (Allemagne) depuis le 27 octobre 1989
- Hiratsuka (Japon) depuis le 21 septembre 1990
- Œniadæ (Grèce) depuis le 20 octobre 2009

## Dans la culture populaire

### À la télévision
Lawrence est un décor dans le téléfilm de 1983, Le jour d’après, et des parties du film ont été filmées dans la ville.
Dans la série Supernatural, les deux frères Sam et Dean Winchester sont nés à Lawrence. Eric Kripke, le créateur de la série, a décidé de faire venir les deux frères de Lawrence en raison de sa proximité avec le cimetière de Stull, célèbre pour ses légendes urbaines.
Dans la série Jericho, en 2006, la ville est complètement détruite.

### Dans la littérature
La ville a servi de décor à un certain nombre de romans de l’écrivain de science-fiction James E. Gunn, y compris Les Immortels (1964), qui a été la base du téléfilm ABC et de la série télévisée L'Immortel (1969-1971).

### En musique
La chanson du chanteur folk américain Josh Ritter "Lawrence KS" est sur l’album 2002 Golden Age of Radio.
L’album Mission California de 2007 de Cross Canadian Ragweed présente la chanson "Lawrence", qui a été inspirée par une famille de sans-abri que le groupe a rencontrée près de Noël en visitant la ville.